# 잔 피에로 벤투라
잔 피에로 벤투라(이탈리아어: Gian Piero Ventura, 1948년 1월 14일 ~ )는 이탈리아의 전 축구 선수이자 감독이다.
선수 시절에는 미드필더로 활동했으나 별다른 성과를 기록하지 못했다. 1976년에 삼프도리아에서 유소년 팀에서 코치 생활을 시작한 이래 하위 리그에서 감독 생활을 했다. 1998년에 칼리아리의 감독을 역임하면서 세리에 A 무대에 데뷔했으며 우디네세, 메시나, 바리, 토리노, 키에보 등에서 감독을 역임하기도 했다.
2016년부터 2017년까지 이탈리아 축구 국가대표팀 감독을 역임했으나 이탈리아가 1958년 FIFA 월드컵 이후 처음으로 2018년 FIFA 월드컵 본선 진출에 실패하면서 경질되었다.

## 선수 경력

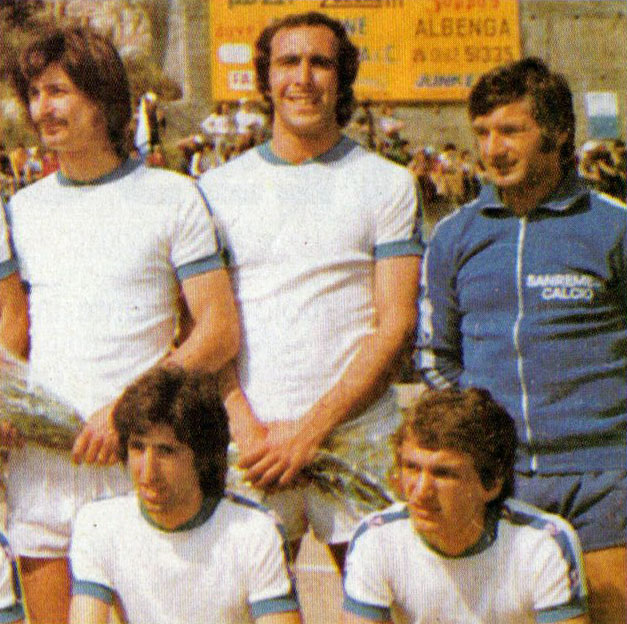
1974-75 시즌 산레메세 시절의 벤투라

벤투라는 1968년에 UC 삼프도리아 청소년 팀에서 선수 생활을 시작했으나 1군에서 한 자리도 차지하지 못했다. 1970년부터 1974년까지 USD 엔나 소속으로 있던 동안에 1970-71 세리에 C 시즌에서 9경기에 출전한 것을 제외하면 거의 대부분 세리에 D에서 뛰었는데 FS 세스트레 칼초 1919(1969년 ~ 1970년), SSD 산레메세 칼초(1974년 ~ 1976년), USD 노베세(1976년 ~ 1978년) 소속으로 뛰었다.

## 감독 경력
벤투라는 1976년에 삼프도리아 유소년 팀에서 감독을 맡았고 1979년에 보조 코치로 부임했다. 1981년에 삼프도리아를 떠나 리구리아주의 여러 아마추어 축구 팀을 시작으로 지도자 생활을 시작했고 1985년에 엔텔라의 프로 축구 리그 첫 승격을 달성했다.
1986년에는 세리에 C1에 속해 있던 스페치아의 감독이 되었지만 시즌을 마치지 못했다. 1987년부터 세리에 C1에 속해 있던 US 첸테세의 감독이 된 이후에는 해고, 재선임, 세리에 C2로의 강등을 경험했다. 1989년부터 1992년까지 세리에 D에 속해 있던 피스토이에세의 감독을 역임했고 1990-91 시즌에서 팀의 세리에 C2 승격을 견인했다. 1992년부터 1993년까지 자레의 감독을 역임하면서 팀이 1992-93 세리에 C1 시즌에서 4위를 차지하는 데에 기여했다.
1993년에는 세리에 B에 속해 있던 베네치아의 감독으로 취임했으며 1993-94 세리에 B 시즌에서 팀이 6위를 차지하는 데에 기여했다. 하지만 1994-95 세리에 B 시즌에 팀의 성적 부진으로 인하여 경질되었다. 1995년부터 1997년까지 레체의 감독을 역임하면서 팀의 세리에 C1, 세리에 B, 세리에 A 승격을 이끌었다. 1997년부터 칼리아리의 감독을 역임하면서 팀의 세리에 A 승격에 기여했고 1998-99 세리에 A 시즌에서 칼리아리가 12위를 차지하는 데에 기여했다.
1995년 벤투라가 레체 지휘봉을 잡고 세리에 C1로 복귀하면서 세리에A까지 2연속 승진을 이끌었다. 1997년 칼리아리에 입단하여 세리에A로 빠른 복귀를 이끌었다. 1998-99년 그는 마침내 개인 세리에A에 데뷔하여 카글리아리를 12위로 이끌었다. 1999-2000 시즌에서는 삼프도리아의 감독을 역임했지만 팀이 5위를 차지하면서 세리에 A 승격에 실패했다.
2001-02 세리에 A 시즌에는 로이 호지슨의 뒤를 이어 우디네세의 감독을 역임했으나 팀은 14위라는 저조한 성적을 기록했다. 2002년부터 2003년까지 세리에 B에 소속되어 있던 칼리아리의 감독을 역임했는데 2002-03 시즌에서는 9위를 차지했고 2003-04 시즌에서는 1위를 차지했다. 2004-05 시즌에서는 세리에 A로 승격된 나폴리의 감독을 역임했으나 팀의 상위권으로 끌어올리지 못하면서 경질되었다.
2005년에는 보르톨로 무티의 뒤를 이어 세리에 A에서 소속되어 있던 메시나의 감독을 역임했으나 팀의 강등을 막지 못했다. 2006년 12월에는 마시모 피카덴티의 뒤를 이어 엘라스 베로나의 감독으로 임명되었으나 팀은 강등 플레이오프에서 스페치아에 패배하면서 강등되고 말았다. 2007년 6월에 세리에 B로 승격된 피사의 감독으로 임명되었다. 피사는 2007-08 시즌에서 승강 플레이오프에 진출했으나 레체에 패배하면서 승격에 실패했다. 2009년 4월에는 구단과의 갈등으로 인하여 해고되었는데 피사는 2008-09 시즌에서 세리에 D로 강등되었다.
2009년 6월 26일에는 안토니오 콘테의 뒤를 이어 바리의 감독으로 임명되었다. 바리는 2009-10 세리에 A 시즌에서 승점 50점, 최종 순위 10위를 기록했다. 하지만 시즌 중반이던 2011년 2월 10일에 성적 부진에 대한 책임을 지고 사임했는데 바리는 2010-11 세리에 A 시즌에서 20위를 기록하면서 세리에 B로 강등당했다.
2011년 6월 6일에는 세리에 B에 소속되어 있던 토리노의 감독으로 임명되었고 2012년 5월 20일에 팀의 세리에 A 승격을 견인했다. 2013-14 시즌에서는 팀의 세리에 A 잔류를 견인했고 2014년 2월 6일에는 토리노와의 계약을 2016년까지 연장했다. 2013-14 세리에 A 시즌에서는 토리노가 승점 57점, 최종 순위 7위를 차지하는 데에 기여했고 2014-15 시즌에서는 팀의 UEFA 유로파리그 16강에 기여했다. 2015년 11월 16일에는 토리노와의 계약을 2018년 6월 30일까지 연장했지만 2015-16 세리에 A 시즌에서 12위로 마감했다. 2016년 5월 25일에 토리노와 상호 동의하에 계약을 해지했다.
2016년 6월 7일에는 안토니오 콘테의 뒤를 이어 이탈리아 축구 연맹과 2년 계약을 체결하면서 이탈리아 축구 국가대표팀 감독으로 취임했으며 2017년 8월 9일에는 이탈리아 축구 국가대표팀 감독 계약을 2020년까지 연장했다. 하지만 이탈리아는 스웨덴과의 2018년 FIFA 월드컵 유럽 지역 예선 플레이오프 경기에서 합계 0-1로 패배하면서 1958년 FIFA 월드컵 이후 처음으로 2018년 FIFA 월드컵 본선 진출에 실패했다. 이 때문에 벤투라는 대표팀에 맞지 않는 고집적인 전술과 선수 기용, 소극적인 경기 운영이라는 비판을 받았다.
벤투라는 스웨덴과의 2018년 FIFA 월드컵 유럽 지역 예선 플레이오프 경기가 끝난 이후에 가진 인터뷰에서 "나는 경기 결과에 대해 이탈리아 국민들에게 사과했다. 이탈리아가 없는 월드컵을 보는 것은 끔찍하지만 이미 끝났고 어쩔 수가 없다. 나는 지난 40년 동안 이탈리아 축구 국가대표팀에서 최고의 결과를 기록했는데 2년 동안 2경기만 패배했을 뿐이다."라고 항변하면서 사임 요구를 거절했다. 그러던 중에 2017년 11월 15일에 이탈리아 축구 연맹이 이탈리아의 2018년 FIFA 월드컵 본선 진출 실패에 대한 책임을 물어 벤투라 감독을 경질하기로 결정했고 카를로 타베키오 회장 또한 2017년 11월 20일에 사임하게 된다.
2018년 10월 10일에는 2018-19 세리에 A 시즌에서 최하위를 기록하고 있던 키에보와 2년 계약을 체결했으나 팀이 4경기에서 1무 3패를 기록하자 2018년 11월 13일에 사임했다. 2019년 6월 30일에는 세리에 B에 소속되어 있던 살레르니타나의 감독으로 취임했으나 2020년 8월 1일에 승격 플레이오프 진출에 실패하고 클라우디오 로티토 회장으로부터 모욕을 당하자 사임했다.

## 수상 내역
- 세리에 C1

레체: 1995–96
- 세리에 D

엔텔라: 1984–85
피스토이에세: 1990–91